# Area 54
Area 54 war eine englische Alternative-Metal-Band aus London, die 1997 gegründet wurde.

## Geschichte
Die Band wurde im Jahr 1997 gegründet und bestand aus dem Sänger und Gitarristen Lakis Kyriacou (* 23. August 1978), dem Gitarristen Steve Martin (* 18. Dezember 1978), der Bassistin Laura Salomon (* 27. August 1981) und dem Schlagzeuger Rob Hillman (* 12. September 1976). Zuvor hatte sich die Besetzung der Band mehrfach geändert, wobei Martin Adrian Longley bereits kurz nach der Gründung ersetzt hatte. Nachdem die Band ein erstes Demo namens Fear Inside aufgenommen hatte, erreichte die Band durch den Metal-Hammer-Journalisten Malcolm Dome einen Vertrag bei Dream Catcher Records, worüber im März 2000 das Debütalbum No Visible Scars erschien. Die Aufnahmen hierzu hatten 1999 in Colchester stattgefunden.
2003 erschien ein von Dave Chang produziertes zweites Album unter dem Namen Beckoning of the End. Hierauf ist Tomas Lindberg als Gastsänger zu hören. Zum Lied Living a Lie wurde zudem ein erstes Musikvideo erstellt. Im September spielte die Gruppe zusammen mit Kill II This auf deren Tour durch Großbritannien. Im November 2004 nahm die Band ein neues Demo mit dem Produzenten Paul Smith in London auf. Im November 2006 kaufte sich die Band die Rechte an No Visible Scars von Dream Catcher Records zurück und löschte die Aufnahmen, da sie nie wirklich mit der Produktion und dem Artwork zufrieden war. Danach begab sich die Band erneut ins Studio, um ein drittes Album unter dem Namen Bring Out Your Dead aufzunehmen. Das Album wurde im März 2007 veröffentlicht. Nach einem letzten Konzert am 21. September 2007 kam es zur Auflösung der Band. In ihrer Karriere spielte die Band unter anderem in Großbritannien, den Niederlanden und Deutschland und zusammen mit den Bands und Musikern Gilby Clarke, Blaze Bayley, Overkill und Saxon.

## Stil
Laut Joel McIver in seinem Buch The Next Generation of Rock & Punk Nu Metal wurde die Band durch Guns N’ Roses, At the Gates, Death, Cradle of Filth, Metallica und Megadeth sowie durch Genres wie klassische Musik, Funk, Drum and Bass und Psychedelic Rock beeinflusst. Daniel Böhm vom Metal Hammer schrieb in seiner Rezension zu No Visible Scars, dass hierauf eine Mischung aus späten Sentenced sowie Metallica, Thin Lizzy, Iron Maiden und schwedischem Death Metal zu hören ist. Jan Jaedike vom Rock Hard merkte in seiner Rezension zum Album an, dass man die Band zwar nicht in einem Atemzug mit Metallica und Iron Maiden nennen kann, allerdings biete man „angeglamte, relaxt grooveriffende Metal-Variante mit ein paar netten Twin-Leads“. Das Lied Time Takes No Pain werde  mit einem „dünnbrüstigen, schiefen Genöle“ des Sängers verdorben. In einer späteren Ausgabe rezensierte Mike Borrink das Album Beckoning of the End. Der Gesang sei uninspiriert, der Schlagzeuger habe Timing-Schwierigkeiten und das Songwriting sei nicht ausgereift. Die von der Promo-Abteilung angegebenen Vergleiche wie Fear Factory, Disturbed und Megadeth konnte Borrink nicht bestätigen. Stattdessen beschrieb er sie als schlechte Iron-Maiden-Kopie. Er könne nicht verstehen, dass die Band zur „Hottest Unsigned Band“ gewählt worden sei und im Kerrang-Magazin den zweiten Platz in der Kategorie „Best New Band“ belege.

## Diskografie
- 1998: Fear Inside (Demo, Eigenveröffentlichung)
- 2000: No Visible Scars (Album, Dream Catcher Records)
- 2003: Beckoning of the End (Album, Casket Music)
- 2005: A Fistful of Gravy (Demo, Eigenveröffentlichung)
- 2007: Bring Out Your Dead (Album, Retaliate Records)